# 杜維·尼特贊拿·奧拿拿
杜維·安塞姆·尼特贊拿·奧拿拿（法語：Hervé Anselme Ndjana Onana，1986年6月1日—），喀麥隆足球運動員，司職前鋒，現效力比利時球會杜比兹。

## 生涯
奧拿拿在Foudre d’Akonolinga開始他的職業足球生涯，2007年夏天加盟华斯兰德紅星，2009年6月17日，他轉會至比利時甲級足球聯賽球會聖特呂登，效力球隊兩季後，他被球會外借至塞浦路斯球會帕拉利姆尼及比利時球會華斯蘭德貝弗倫，2011-12年球季，他有份協助球隊升上比利時甲級足球聯賽，但在同一球季，聖特呂登宣告降級，獲得聖特呂登同意後，奧拿拿加盟杜比兹。

## 國際賽生涯
2009年2月15日，奧拿拿獲喀麥隆徵召前往巴黎試訓營試訓。

## 連結
- Footgoal Profile